# Swedish Open Championships

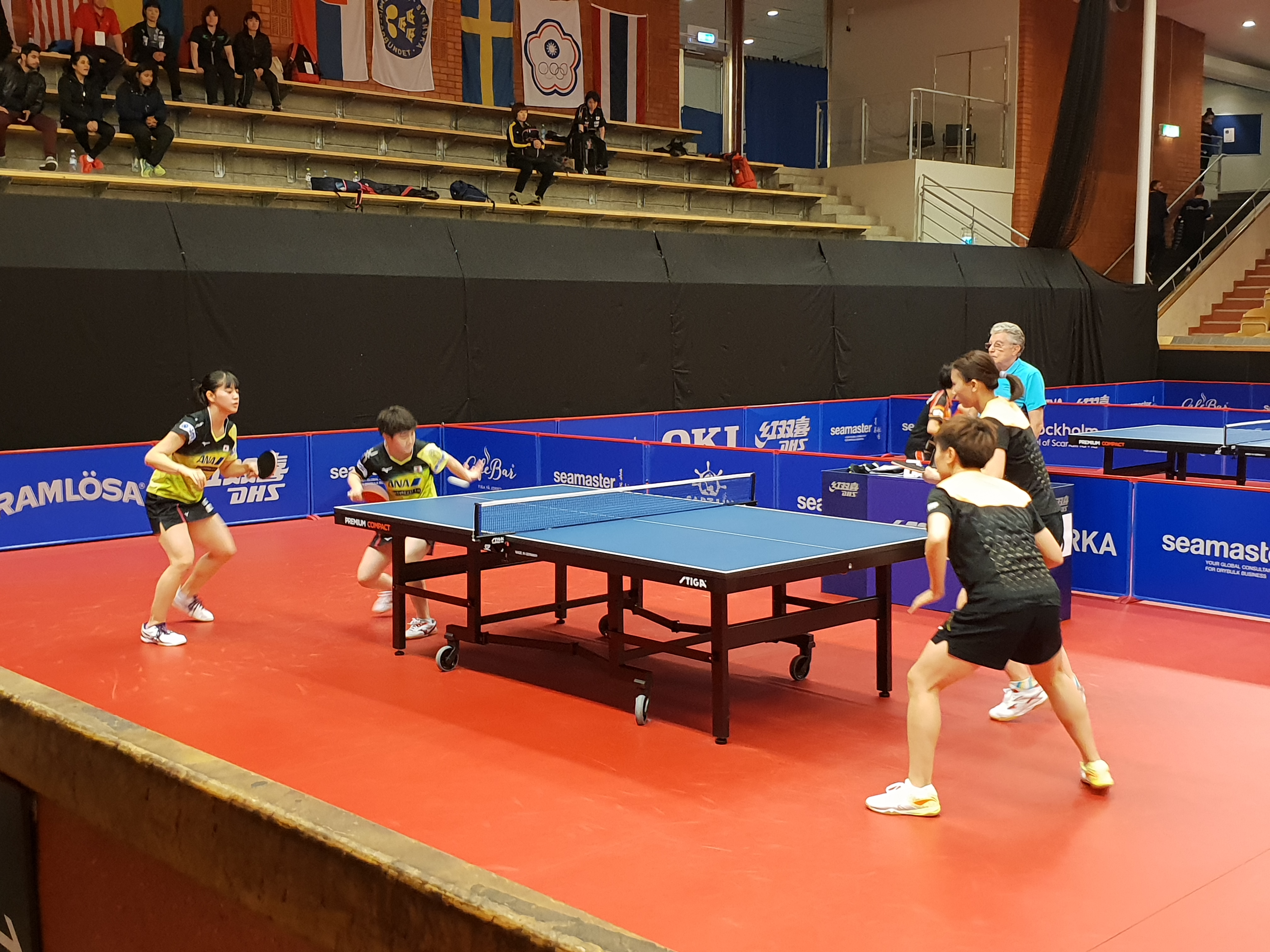
Damdubbel 2018 mellan Nagasaki/Odo (Japan) och Liu/Zhang (Kina).

Swedish Open Championships (SOC) är ett bordtennisevenemang  som anordnas i Sverige i slutet av november vartannat år.
Premiärupplagan anordnades i Stockholm 1954, och turneringen var årlig fram till 2001, för att sedan avgöras vartannat år. Turneringen omfattar herrsingel, herrdubbel, damsingel och damdubbel. Sedan 2011 anordnas den återigen årligen, ofta som avslutningande tävling inför ITTF World Tour Finals.
Tävlingen anordnas numera på olika platser, dock ofta i november och i Stockholm. 2012 års tävling avgjordes dock i Helsingborg i juni månad och marknadsfördes som "Swedish Open" inom den nystartade Euro-Africa Circuit.

## Segrare

### Herrsingel
- 1954 – Zarko Dolinar, Jugoslavien (Tage Flisberg, Sverige 2:a)
- 1955 – Kálmán Szepesi, Ungern
- 1957 – Zoltán Berczik, Ungern.
- 1958 – Vojislav Markovic, Jugoslavien
- 1959 – Chuang Tse-tung, Kina
- 1960 – Yang Jui-hua, Kina
- 1961 – Peter Rozsas, Ungern
- 1962 – Vojislav Markovic, Jugoslavien
- 1963 – Hans Alsér, Sverige
- 1965 – Wang Chia-sheng, Kina
- 1967 – Stefan Kollarowitz, Tjeckoslovakien
- 1969 – Tibor Klampár, Ungern (Kjell Johansson, Sverige 2:a)
- 1970 – Hans Alsér, Sverige (Stellan Bengtsson, Sverige 2:a)
- 1971 – Kjell Johansson, Sverige
- 1972 – Kjell Johansson, Sverige
- 1973 – Dragutin Šurbek, Jugoslavien
- 1974 – Dragutin Šurbek, Jugoslavien
- 1975 – Stellan Bengtsson, Sverige (Kjell Johansson, Sverige 2:a)
- 1976 – Kuo Yao-hua, Kina
- 1977 – Lu Chi-wei, Kina
- 1978 – Li Chen-shih, Kina
- 1979 – Stellan Bengtsson, Sverige
- 1980 – Ulf Carlsson, Sverige
- 1981 – Jing Jialiang, Kina
- 1983 – Jan-Ove Waldner, Sverige
- 1985 – Andrzej Grubba, Polen (Erik Lindh, Sverige 2:a)
- 1987 – Chen Zhibin, Kina (Erik Lindh, Sverige 2:a)
- 1989 – Li Gun Sang, Nordkorea
- 1991 – Mikael Appelgren, Sverige
- 1993 – Andrzej Grubba, Polen
- 1994 – Ding Song, Kina
- 1995 – Vladimir Samsonov, Vitryssland (Jan-Ove Waldner, Sverige 2:a)
- 1996 – Jörgen Persson, Sverige (Thomas von Scheele, Sverige 2:a)
- 1997 – Vladimir Samsonov, Vitryssland
- 1998 – Damien Eloi, Frankrike (Jörgen Persson, Sverige 2:a)
- 1999 – Wang Liqin, Kina
- 2000 – Liu Guozheng, Kina
- 2001 – Wang Liqin, Kina
- 2003 – Wang Liqin, Kina
- 2005 – Timo Boll, Tyskland
- 2007 – Wang Hao, Kina
- 2011 – Ma Long, Kina[3]
- 2012 – Hampus Nordberg, Sverige[4]*
- 2013 – Yan An, Kina[3]
- 2014 – Fan Zhendong, Kina[5]
- 2015 – Fan Zhendong, Kina[6]
- 2016 – Yuya Oshima, Japan[7]
- 2017 – Xu Xin, Kina[7]
- 2018 – Fan Zhendong, Kina[7]

### Damsingel
- 1954 – Angelica Rozeanu, Rumänien
- 1955 – Angelica Rozeanu, Rumänien
- 1957 – Ann Haydon, England
- 1958 – Ágnes Simon, Holland
- 1959 – Eva Koczian, Ungern
- 1960 – Ágnes Simon, Västtyskland
- 1961 – Ágnes Simon, Västtyskland
- 1962 – Eva Koczian-Földy, Ungern
- 1963 – Eva Koczian-Földy, Ungern
- 1965 – Li Ho-nan, Kina
- 1967 – Zoja Rudnova, Sovjet
- 1969 – Ágnes Simon, Västtyskland
- 1970 – Cheng Min-chih, Kina
- 1971 – Birgitta Rådberg, Sverige
- 1972 – Ailesa Lee, Sydkorea
- 1973 – Yu Chin-chia, Kina
- 1974 – Huang Hse-ping, Kina
- 1975 – Liu Hsiu-yen, Kina
- 1976 – Pak Yung Sun, Nordkorea
- 1977 – Yang Ying, Kina
- 1978 – Tong Ling, Kina
- 1979 – Ann-Christine Hellman, Sverige
- 1980 – Cao Yanhua, Kina
- 1981 – Chen Lili, Kina
- 1983 – Dai Lili, Kina
- 1985 – He Zhili, Kina
- 1987 – Cho Jung Hui, Nordkorea
- 1989 – Chen Jing, Kina
- 1991 – Deng Yaping, Kina
- 1993 – Csilla Batorfi, Ungern
- 1994 – Wang Nan, Kina
- 1995 – Chen Jing, Taiwan
- 1996 – Deng Yaping, Kina
- 1997 – Wang Hui, Kina
- 1998 – Qianhong Gotsch, Tyskland
- 1999 – Sun Jin, Kina
- 2000 – Zhang Yining, Kina
- 2001 – Guo Yan, Kina
- 2003 – Zhang Yining, Kina
- 2005 – Cao Zhen, Kina
- 2007 – Li Xiaoxia, Kina
- 2011 – Guo Yan, Kina[3]
- 2012 – Kim Song-i, Nordkorea[4]*
- 2013 – Chen Meng, Kina[3]
- 2014 – Zhu Yuling, Kina[5]
- 2015 – Mu Zi, Kina[8]
- 2016 – Kazumi Ishikawa, Japan[7]
- 2017 – Chen Xingtong, Kina[7]
- 2018 – Mima Ito, Japan[7]

### Herrdubbel
- 1989 – Jean-Philippe Gatien, Frankrike/Andrzej Grubba, Polen  (Mikael Appelgren/Jan-Ove Waldner, Sverige 2:a)
- 1991 – Steffen Fetzner/Jörg Rosskopf, Tyskland
- 1993 – Lin Zhigang/Liu Guoliang, Kina
- 1996 – Ma Wenge/Wang Tao, Kina
- 1997 – Lucjan Blaszczyk/Tomasz Krzeszewski, Polen
- 1998 – Ma Lin/Qin Zhijuan, Kina (Jan-Ove Waldner/Jörgen Persson, Sverige 2:a)
- 1999 – Jean-Philippe Gatien/Patrick Chila, Frankrike
- 2000 – Ma Lin/Liu Guozheng, Kina
- 2001 – Wang Liqin/Yan Sen, Kina
- 2003 – Ma Lin/Wang Hao, Kina
- 2005 – Oh Sang Eun/Lee Jung Woo, Sydkorea
- 2007 – Ma Long/Wang Hao, Kina
- 2011 – Wang Liqin/Yan An, Kina[3]
- 2012 – (ingen tävling)
- 2013 – Jens Lundquist/Xu Xin, Sverige/Kina[3]
- 2014 – Wang Hao/Yan An, Kina[5]
- 2015 – Fang Bo/Xu Xin, Kina[9]
- 2016 – Hugo Calderano/Gustavo Tsuboi, Brasilien[7]
- 2017 – Fan Zhendong/Xu Xin, Kina[7]
- 2018 – Lin Ju-Yun/Cheng Tin Liao, Kineiska Taipei[7]

### Damdubbel
- 1989 – Li Bun-Hui/Yu Sun-Bok, Nordkorea
- 1991 – Deng Yaping/Qiao Hong, Kina
- 1993 – Li Ju/Wu Na, Kina
- 1996 – Deng Yaping/Yang Ying, Kina
- 1997 – Kim Moo-Kyo/Park Hae-Jung, Sydkorea
- 1998 – Sun Jin/Lin Ling, Kina
- 1999 – Sun Jin/Yang Ying, Kina
- 2000 – Yang Bai/Niu Jianfeng, Kina
- 2001 – Yang Ying/Bai Yang, Kina
- 2003 – Niu Jianfeng/Guo Yue, Kina
- 2005 – Tie Yana/Zhang Rui, Hongkong
- 2007 – Kim Kyung-Ah/Park Mi-Young, Sydkorea
- 2011 – Guo Yan/Guo Yue, Kina[3]
- 2012 – (ingen tävling)
- 2013 – Li Xiaodan/Mu Zi, Kina[3]
- 2014 – Liu Shiwen/Zhu Yuling, Kina[5]
- 2015 – Chen Meng/Mu Zi, Kina[10]
- 2018 – Cheng I-Ching/Lee I-Chen, Kinesiska Taipei[7]
- 2017 – Hina Hayata/Mima Ito, Japan[7]
- 2018 – Chen Xingtong/Sun Yingsha, Kina[7]

### Fotnoter
1. ↑  ”SOC”. Nationalencyklopedin. Arkiverad från originalet den 22 december 2015. https://web.archive.org/web/20151222152851/http://213.180.87.152/uppslagsverk/encyklopedi/l%C3%A5ng/soc. Läst 20 december 2015.
2. ↑  Westberg, Örjan (2012): "”MIN STÖRSTA MERIT”". Arkiverad 26 oktober 2016 hämtat från the Wayback Machine. svenskbordtennis.com / Pingis 2012:5. Läst 14 oktober 2016.
3. 1 2 3 4 5 6 7 8  Westberg, Örjan (2013-12-20): "Alla segrare 1954-2013". Svenska Bordtennisförbundet. Läst 14 oktober 2016.
4. 1 2  "Hampus Nordberg and Kim Song I Awarded Highest Swedish Qualifications". Arkiverad 26 augusti 2012 hämtat från the Wayback Machine. ittf.com, 2012-06-10. Läst 14 oktober 2016. (engelska)
5. 1 2 3 4  " DHS Top Ten: Revisit the GAC Group 2014 ITTF World Tour Swedish Open". Arkiverad 12 maj 2015 hämtat från the Wayback Machine. ittf.com, 2014-11-17. Läst 14 oktober 2016. (engelska)
6. ↑  Marshall, Ian (2015-11-15): "Third Final, Second Success, First Place Again for Fan Zhendong". Arkiverad 18 juni 2016 hämtat från the Wayback Machine. ittf.com. Läst 14 oktober 2016. (engelska)
7. 1 2 3 4 5 6 7 8 9 10 11 12  ”Tidigare vinnare / Earlier winners”. socworldtour.se. Arkiverad från originalet den 27 juni 2017. https://web.archive.org/web/20170627151658/http://socworldtour.se/?page_id=787. Läst 4 september 2019.
8. ↑  Marshall, Ian (2015-11-15): "Surprise Winner and Surprised Winner, Mu Zi Wins Scales New Heights". Arkiverad 17 november 2015 hämtat från the Wayback Machine. ittf.com. Läst 14 oktober 2016. (engelska)
9. ↑  Marshall, Ian (2015-11-15): "Success in Ekaterinburg, Three Years Later Success in Stockholm". ittf.com. Läst 14 oktober 2016. (engelska)
10. ↑  Marshall, Ian (2015-11-15): "First Time Together, First Title, Success for Chen Meng and Mu Zi". ittf.com. Läst 14 oktober 2016. (engelska)